# Xaver Adlhoch
Xaver Adlhoch (* 17. Juni 1893 in Rottenburg; † 26. Juni 1968) war ein Generalmajor der deutschen Wehrmacht im Zweiten Weltkrieg.

## Leben
Adlhoch trat als Fahnenjunker 1912 in die Armee ein und diente u. a. im bayerischen 19. Infanterie-Regiment. In die Wehrmacht übernommen wurde er am 1. August 1936 zum Oberstleutnant befördert und am 15. Oktober 1936 Kommandeur des Maschinengewehrbataillons 6, das zu dieser Zeit die Coburger Hindenburg-Kaserne bezog. Am 1. April 1939 erfolgte seine Beförderung zum Oberst. Nachdem am 20. August 1939 das Maschinengewehrbataillon 6 nach Schlesien verlegt worden war, übernahm er mit Beginn des Zweiten Weltkrieges am 1. September 1939 den Posten als Kommandeur des 236. Infanterie-Regiments der 69. Infanterie-Division und hatte diesen bis zum 10. Oktober 1942 inne. Mit dieser kämpfte er im Zuge der Weserübung in Norwegen.
Nachdem er sich vom 10. Oktober bis 5. November 1942 in Reserve befunden hatte, wurde Adlhoch nach seiner Beförderung zum Generalmajor am 1. November 1942 am 5. November 1942 Kommandant des nach der Doppelschlacht bei Wjasma und Brjansk von der Wehrmacht besetzten Wjasma, ehe er im Anschluss bis zum 14. Oktober 1943 Kommandant von Rudnja war. Daraufhin fungierte er zwischen dem 14. Oktober 1943 und dem 5. Mai 1944 als Kommandant des rückwärtigen Armeegebietes 550 und befand sich vom 5. Mai bis 31. Oktober 1944 erneut in Reserve. Danach wurde er in den Ruhestand versetzt und geriet am 1. April 1945 in Kriegsgefangenschaft, aus der er am 1. November 1945 entlassen wurde.
Ab Oktober 1944 stand er aufgrund seiner jüdischen Ehefrau auf einer Liste von aktiven Offizieren, welche selbst oder ihre Ehefrauen von Hitler vor dem Attentat auf ihn als deutschblütig erklärt wurden;

## Weblink
- Eintrag in der general.dk